# Wilhelm Surholt
Wilhelm (Willy) Heinrich Surholt (* 18. Februar 1897 in Vreden;† 26. Juli 1982 in Erlangen) war ein deutscher Unternehmer und Mäzen.

## Familie
Surholt war das erste von fünf Kindern des Haupt-Zollamts-Assistenten Wilhelm Surholt und seiner Ehefrau Elisabeth, geb. Hoffschulte. Wilhelm Surholt wurde in Vreden an der holländischen Grenze geboren, wo sein Vater 1897 als Zöllner stationiert war.
Die Geburt des zweiten Kindes Carl im Juli 1898 ist in Minden dokumentiert, ebenso wie 1900 des Sohnes Hans. Der vierte Sohn Heinrich kam 1901 in Borken zur Welt und die Tochter Marianne 1907 in Cochem. 1910 zog die Familie dann nach Münster.
Mit 19 Jahren wurde Wilhelm im Ersten Weltkrieg zum Militär eingezogen, ebenso sein Bruder Carl, der Medizin studierte. Wilhelm kam am 5. Februar 1919 nach Münster zurück. 1930 heiratete er Elisabeth, Freiin von Wendt. Aus der Ehe gingen drei Kinder hervor.

## Beruflicher Werdegang
1920 trat er eine kaufmännische Stelle in einem 1919 von Jacques Pfrimmer gegründeten Pharma-Unternehmen Pfrimmer an, acht Jahre später wurde er neben Anton Pfrimmer Mitinhaber und persönlich haftender Gesellschafter.
In der Inflationszeit 1923 organisierte Surholt das Exportgeschäft des Unternehmens sowie die Einfuhr von Rohstoffen. Im persönlichen Kontakt knüpfte er 1924 in Moskau und Leningrad Geschäftsbeziehungen zu Russland – als erstes deutsches Unternehmen für die Produktion von medizinischem Nahtmaterial. Der Schulterschluss mit der Erlanger Universität und ihrem damaligen Bakteriologen Wolfgang Weichardt ermöglichte im Jahr 1925 die erste industriell hergestellte sterile Blutersatz-Infusionslösung (Salzlösung „Tutofusin“). Während des Zweiten Weltkriegs war der Betrieb als kriegswichtig in der höchsten Kategorie eingestuft, weil die dort hergestellten Produkte zur Rettung Verwundeter unverzichtbar waren.
Nachdem das Firmengebäude in Nürnberg völlig ausgebombt wurde, gelang Surholt die Einrichtung einer neuen Produktionsstätte in Ansbach. Nach Kriegsende wurde die Firma im Jahr 1945 nach Erlangen verlegt, wo sie zunächst im Gebäude des Gossen-Betriebs die Fertigung aufnahm.
Seit 1951 in der Erlanger Hofmannstraße 26 ansässig, entwickelte sich der Betrieb zu einem modernen weltweit operierenden Pharma-Unternehmen. 
Zur Förderung der Forschung, insbesondere um Krankenhäuser den neuen Erkenntnissen in der Medizin, Technik, Organisation und Betriebsführung anzupassen, wurde in der Zeit seiner Unternehmensverantwortung die Jacques Pfrimmer-Gedächtnisstiftung gegründet.
Im Alter von 76 Jahren schied Surholt 1972 aus der Geschäftsführung aus.

## Privates

### Ehrenamtliches Engagement
Im Jahr 1951 übernahm er – seit 30 Jahren aktiver Jäger – ein eigenes Jagdrevier in Zweifelsheim und Höfen, wo er der Bevölkerung, z. B. bei Treibjagden und bei Führungen von Schulklassen, praxisorientiertes Wissen über das Jagdwesen und dessen Relevanz für Nachhaltigkeit von Flora und Fauna vermittelte. Er förderte allgemein die Jugendarbeit und unterstützte die Einrichtung des Jugendclubs Zweifelsheim. Darüber hinaus engagierte er sich finanziell mit der Unterstützung des lokalen Brauchtums, z. B. Kirchweihen.

### Ehrungen
Am 2. September 1961 wurde er in Würdingung seiner Freigiebigkeit und Spendenbereitschaft zum Ehrenbürger von Zweifelsheim ernannt, mit der Eingemeindung nach Herzogenaurach (1972) wurde die Ehrenbürgerwürde dorthin übertragen. Zu seinem 80. Geburtstag am 18. Februar 1977 erschien im Amtsblatt Herzogenaurachs ein Artikel, der auf Lebensstationen und Verdienste Surholts einging.
Am 14. April 1977 wurde ihm von Bundespräsident Walter Scheel auf Vorschlag des seinerzeit amtierenden  Bayerischen Ministerpräsidenten Alfons Goppel das Verdienstkreuz am Bande des Verdienstordens der Bundesrepublik Deutschland verliehen.

### Würdigung
Surholt starb am 26. Juli 1982 im Alter von 85 Jahren. In der Traueranzeige der Stadt Herzogenaurach wird auch Surholts Engagement für die afrikanische Partnerstadt Kaya erwähnt, eine „großzügige Medikamentenspende“ im Jahr 1974.
Begraben wurde Surholt auf dem Zentralfriedhof in Erlangen.